# Římskokatolická farnost Loukov u Mnichova Hradiště
Římskokatolická farnost Loukov u Mnichova Hradiště (lat. Laukovium) je církevní správní jednotka sdružující římské katolíky na území obce Loukov a v jejím okolí. Organizačně spadá do turnovského vikariátu, který je jedním z 10 vikariátů litoměřické diecéze. Centrem farnosti je kostel Nejsvětější Trojice v Loukově u Mnichova Hradiště.

## Historie farnosti
Jedná se o tzv. starobylou farnost (plebánii), která je připomínána již roku 1344. Kanonicky byla obnovena roku 1656. Od té doby jsou v místě zachovány matriky. Od roku 1656 roku až do roku 1789 bylo z Loukova u Mnichova Hradiště spravováno také území farnosti Vlastibořice.

### Duchovní správcové vedoucí farnost
Začátek působnosti jmenovaného v duchovní správě farnosti od:
- Sidonius, † 1390
- 1390   Vojslav
- 1416   Wenceslaus
- Joannes
- 1671   Jacobus Zimmermann
- 1676   Math. Ranc. Wirth
- 1681   admin. Petrus Malisch OFM
- 1682   Michaël Herm. Heys
- 1683   Michaël Hesse
- 1688   Pius OFM
- 1689   Michaël Herm. Heys
- 1698   Wenceslaus Vlach
- 1701   Georgius Nered
- 1708   Wenceslaus Tlanický
- 1744   Wencesl. Anton. Klyma
- 1765   Joann. Anton. Swoboda, † 5. 3. 1785
- 1786   Anton. Rabenstein, † 1. 8. 1803
- 1804   Jos. Mell, n. 24. 1. 1760 Neoboleslav, o. 10. 8. 1785
- 1821   Math. Kussiczka, n. 2. 2. 1752 Ginecens., o. 21. 12. 1780, † 3. 10. 1834
- 1835   par. vacat, cap. Joann. Scholz
- 1836   Jos. Hawranek, n. 27. 6. 1795 Vetlá, o. 24. 8. 1820, † 23. 3. 1840
- 1841   Joann. Pažaut, n. 24. 12. 1795 Bouzov, o. 24. 8. 1819, † 21. 2. 1862
- 1852   Jos. Sedlaczek, n. 10. 4. 1792 Turnau, o. 24. 8. 1822
- 1874   Josef Němeček, farář, n. 2. 3. 1824 Rožďalovic., o. 4. 7. 1848, † 23. 8. 1912
- 1905   Franc. Hrbek, n. 2. 12. 1853 Prag, o. 19. 7. 1879, † 24. 4. 1925
- 1926   Anton. Vedra, n. 4. 1. 1880 Bližkovice, o. 21. 12. 1904
- 1. 8.  1941    Rudolf Šustr, n. 14. 12. 1910 Drahenice, o. 28. 6. 1936, † 25. 9. 1967
- 9. 4.  1951    Josef Hofman
- 15. 12. 1952 Martin Černý
- 15. 8. 1956   Josef Kovačik
- 1. 10. 1956   Karel  Brabec
- 6. 3.  1961    Rudolf Prchal
- 5. 5.  2004    Radek Jurnečka
- 1. 7.  2010    Pavel Mach, admin. exc. z Mnichova Hradiště[4]

Kromě kněží stojících v čele farnosti, působili ve farnosti v průběhu její historie i jiní kněží. Většinou pracovali jako farní vikáři, kaplani, katecheté, výpomocní duchovní aj.

## Území farnosti
Do farnosti náleží území obce:
- Buda[3]
- Drahotice[3]
- Havlovice[3]
- Chlístov (Chlistow[5])[p 2]
- Jirsko 2.díl (Jirsko,[3] Jirsko 2. Teil[5])[p 2]
- Kobyly (Kobil[5])[p 2]
- Loukov[3] (Laukow[4])
- Močítka (Motschitken[5])[p 2]
- Pěnčín (Pientschin[5])[p 2]
- Sedlisko (Sedlisko[5])[p 2]
- Sezemice[3]
- Svijanský Újezd (Aujest bei Swijan[5])[p 2]
- Svijany (Swijan[5])[p 2]

## Římskokatolické sakrální stavby a místa kultu na území farnosti
| | Fotografie | Stavba                      | Místo           | Bohoslužby                      | Zeměpisné souřadnice             | Status          | Číslo kulturní památky                       |
| Kostely | Kostely    | Kostely                     | Kostely         | Kostely                         | Kostely                          | Kostely         | Kostely                                      |
| --- | ---------- | --------------------------- | --------------- | ------------------------------- | -------------------------------- | --------------- | -------------------------------------------- |
| 1. |            | Kostel Nejsvětější Trojice  | Loukov          | bližší informace o bohoslužbách | 50°33′30″ s. š., 15°2′8″ v. d.   | farní kostel    | 14024/2-1626 (Pk•MIS•Sez•Obr•WD) (Q18603834) |
| 2. |            | Kostel sv. Bartoloměje      | Sezemice        | bližší informace o bohoslužbách | 50°35′6″ s. š., 15°0′21″ v. d.   | filiální kostel | 26755/2-1725 (Pk•MIS•Sez•Obr•WD) (Q18915436) |
| Kaple |            |                             |                 |                                 |                                  |                 |                                              |
| 3. |            | Kaple sv. Jana a Pavla      | Svijany         | bližší informace o bohoslužbách | 50°34′25″ s. š., 15°3′20″ v. d.  | zámecká kaple   | —                                            |
| 4. |            | Kaple sv. Josefa            | Drahotice       | bližší informace o bohoslužbách | 50°34′51″ s. š., 14°58′59″ v. d. | obecní kaple    | —                                            |
| 5. |            | Kaple sv. Havla             | Havlovice       | bližší informace o bohoslužbách | 50°35′54″ s. š., 15°1′16″ v. d.  | obecní kaple    | —                                            |
| 6. |            | Kaple sv. Václava           | Kobyly          | bližší informace o bohoslužbách | 50°36′38″ s. š., 15°0′16″ v. d.  | obecní kaple    | —                                            |
| 7. |            | Kaple Povýšení sv. Kříže    | Pěnčín          | bližší informace o bohoslužbách | 50°35′40″ s. š., 15°4′39″ v. d.  | obecní kaple    | —                                            |
| 8. |            | Kaple sv. Cyrila a Metoděje | Svijanský Újezd | bližší informace o bohoslužbách | 50°35′15″ s. š., 15°2′38″ v. d.  | obecní kaple    | —                                            |
| Některé drobné sakrální stavby a pamětihodnosti lze dohledat zde v databázi Drobné sakrální památky Zaniklé sakrální stavby lze dohledat zde v databázi Poškozené a zničené kostely, kaple a synagogy v České republice |            |                             |                 |                                 |                                  |                 |                                              |

Ve farnosti se mohou nacházet i další drobné sakrální stavby, místa římskokatolického kultu a pamětihodnosti, které neobsahuje tato tabulka.

## Příslušnost k farnímu obvodu
Z důvodu efektivity duchovní správy byl vytvořen farní obvod (kolatura) farnosti Mnichovo Hradiště, jehož součástí je i farnost Loukov u Mnichova Hradiště, která je tak spravována excurrendo.

## Galerie

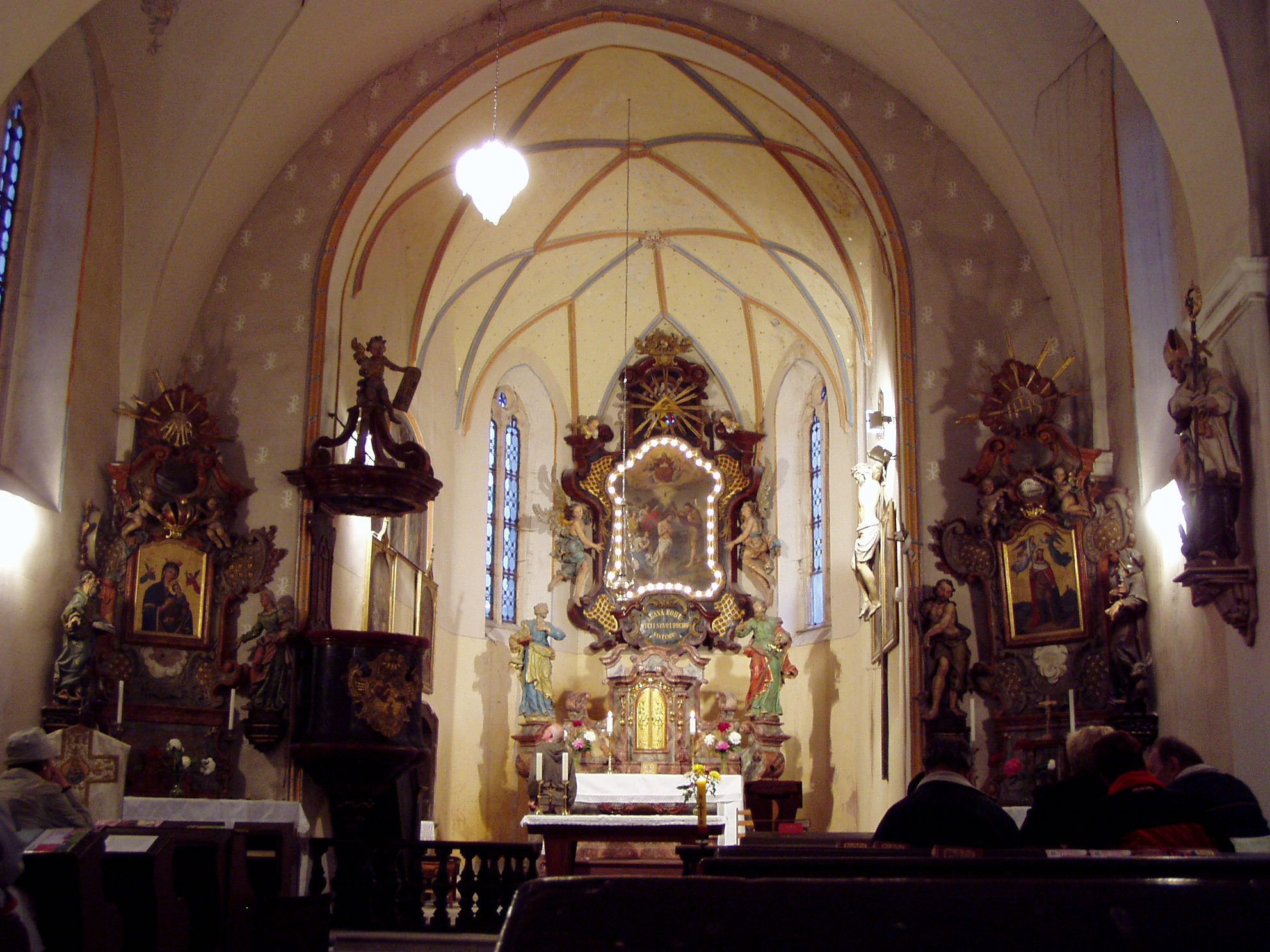
Interiér kostela Nejsvětější Trojice v Loukově
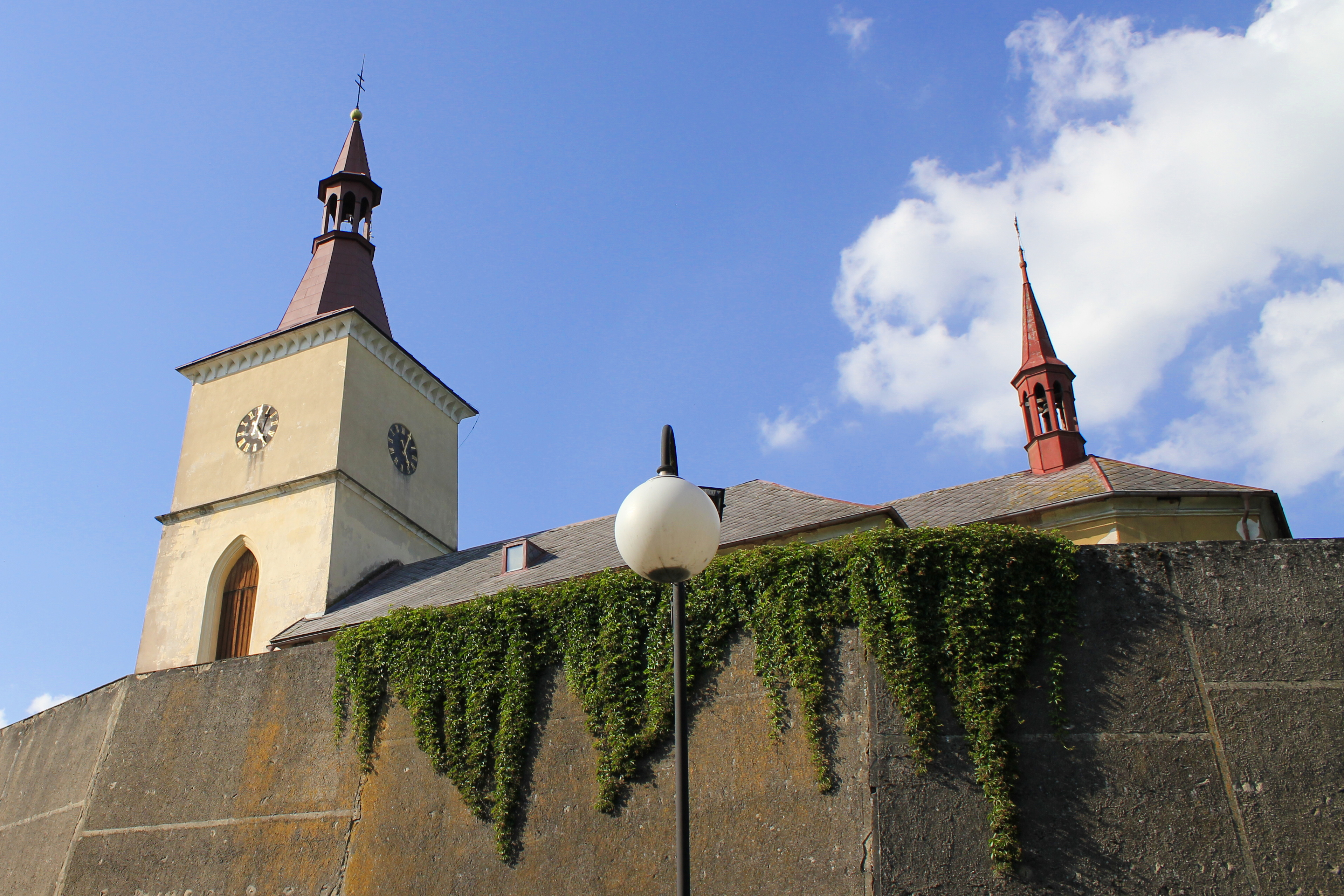
Pohled na střechy kostela Nejsvětější Trojice v Loukově
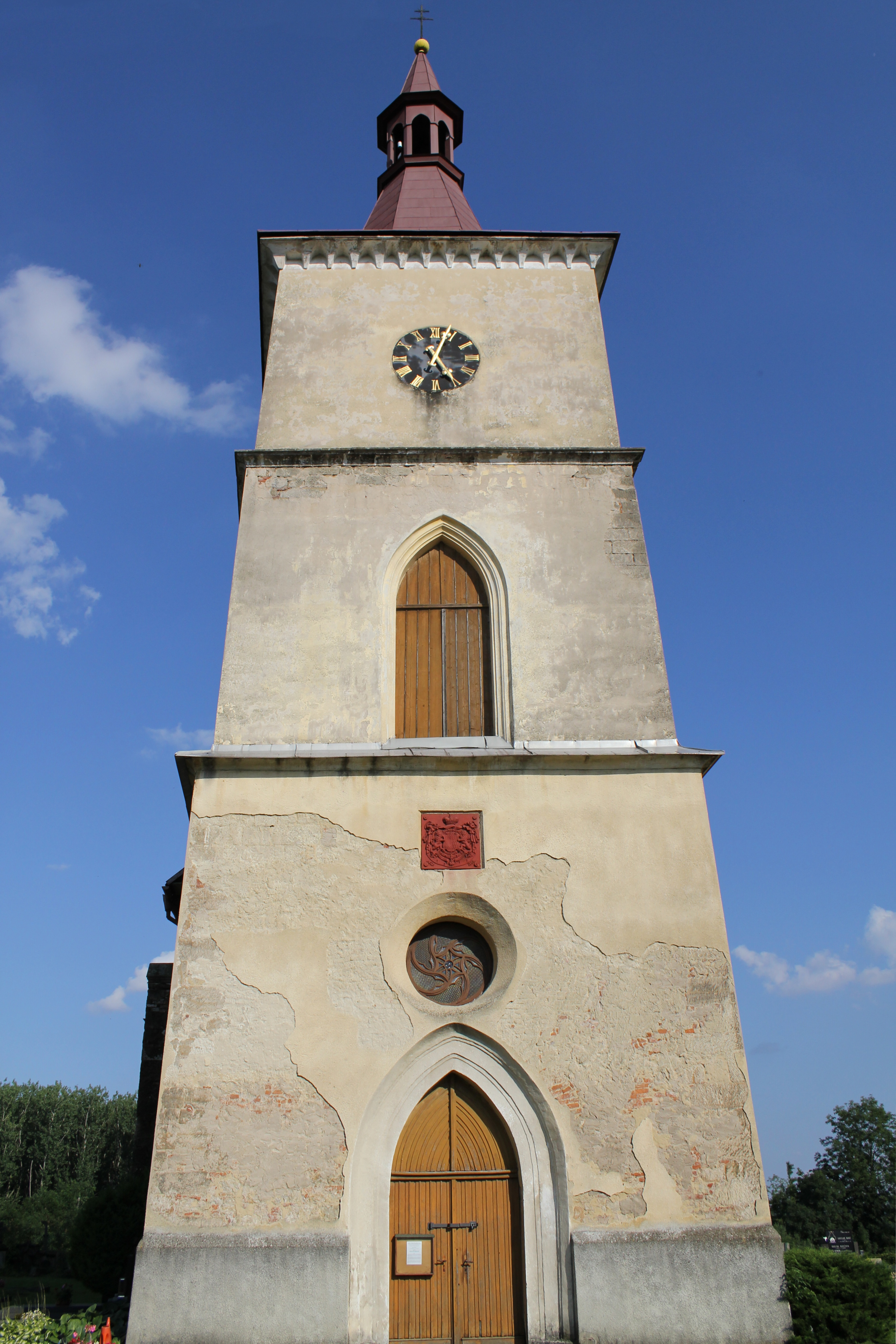
Věž kostela Nejsvětější Trojice v Loukově
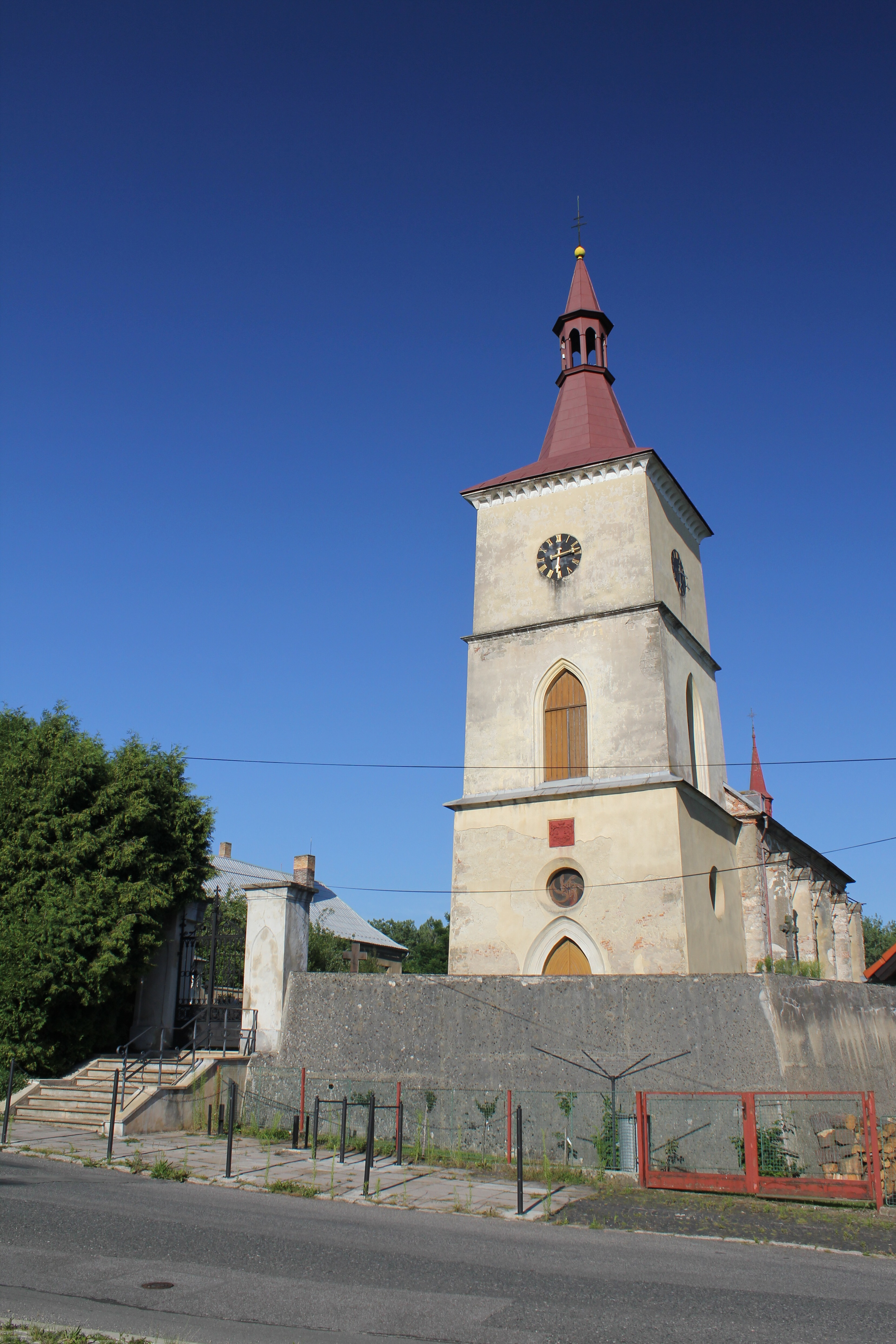
Vchod do areálu kostela Nejsvětější Trojice v Loukově
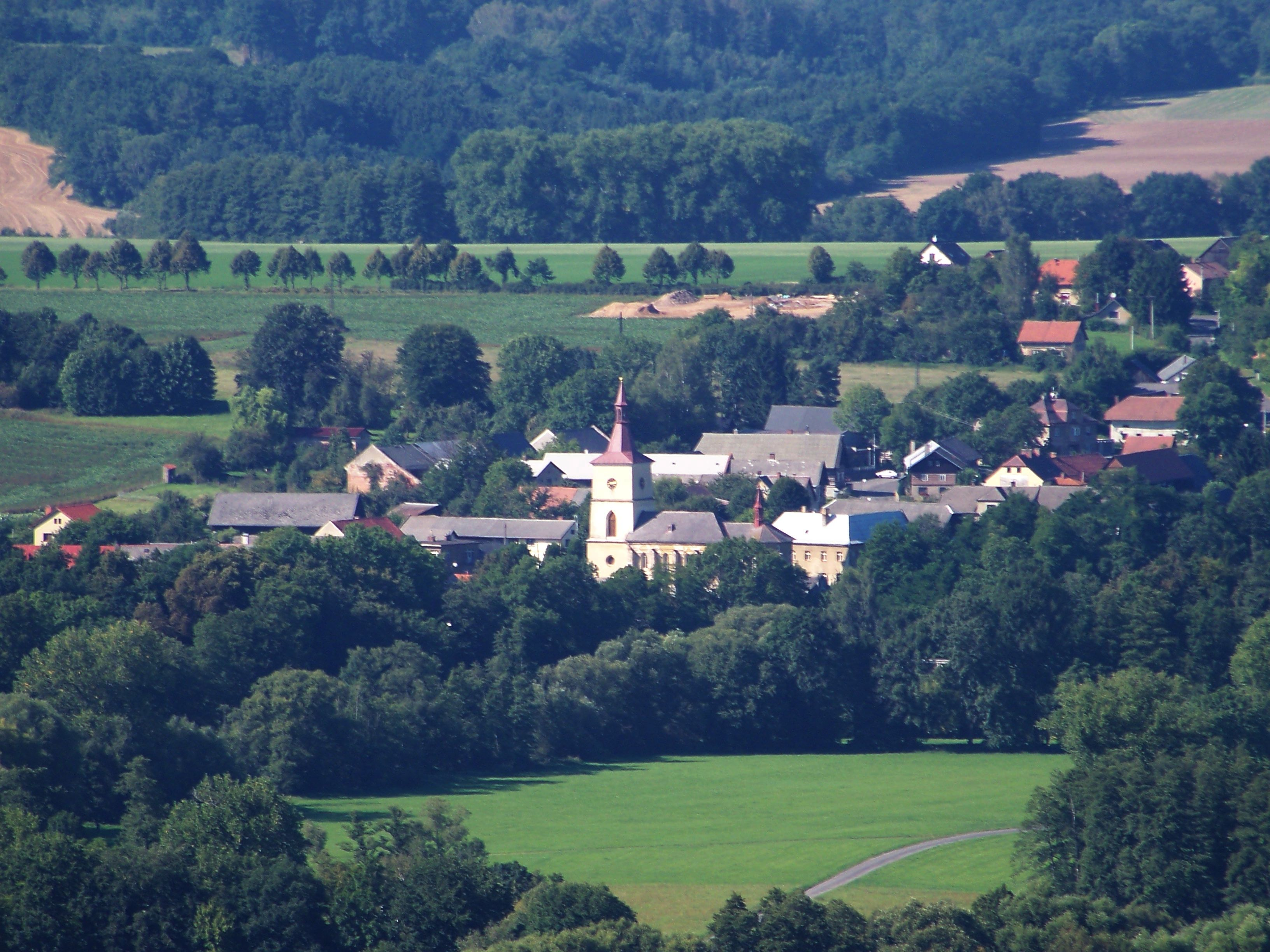
Kostel Nejsvětější Trojice v Loukově z Příhrazský skal
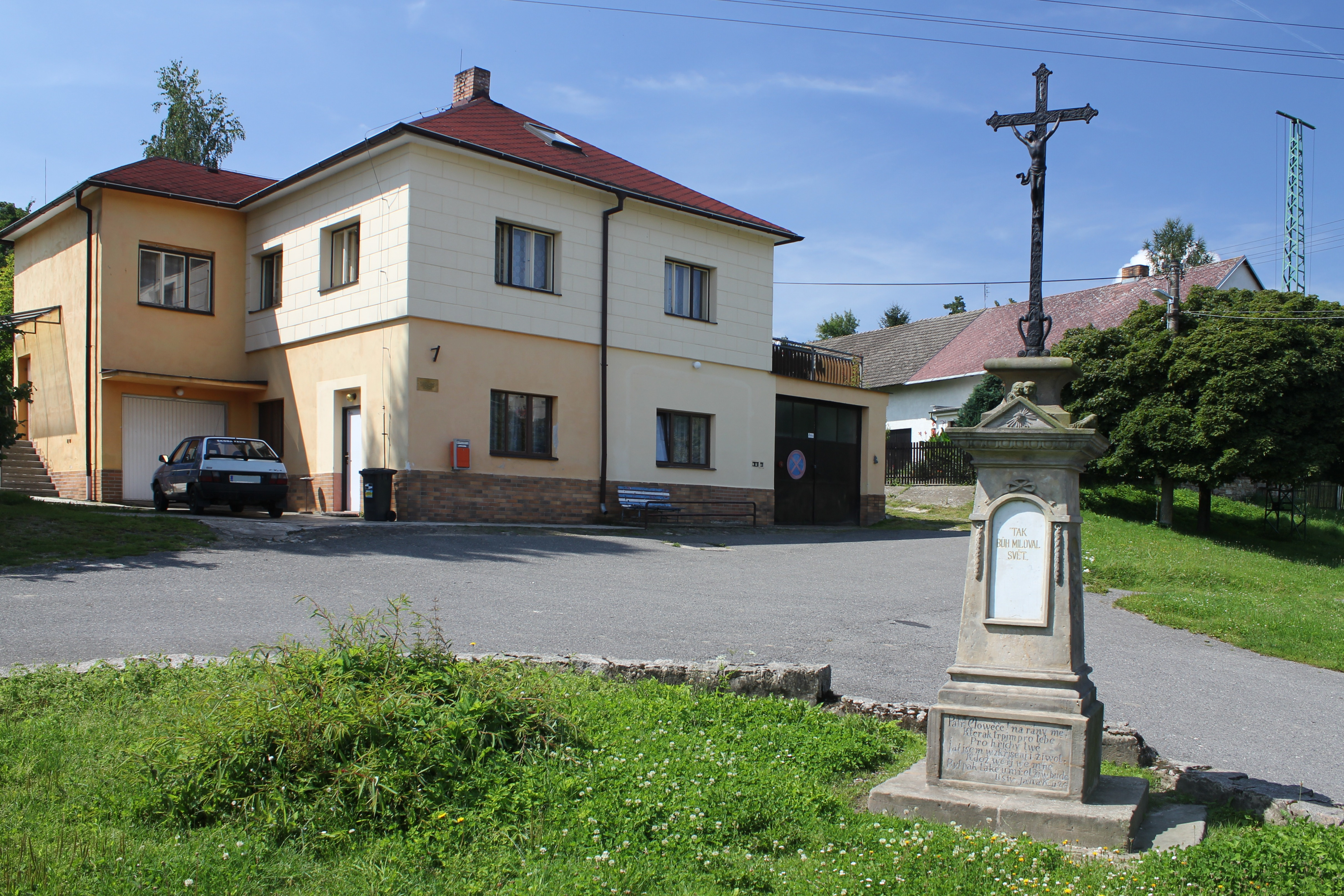
Křížek v Drahoticích
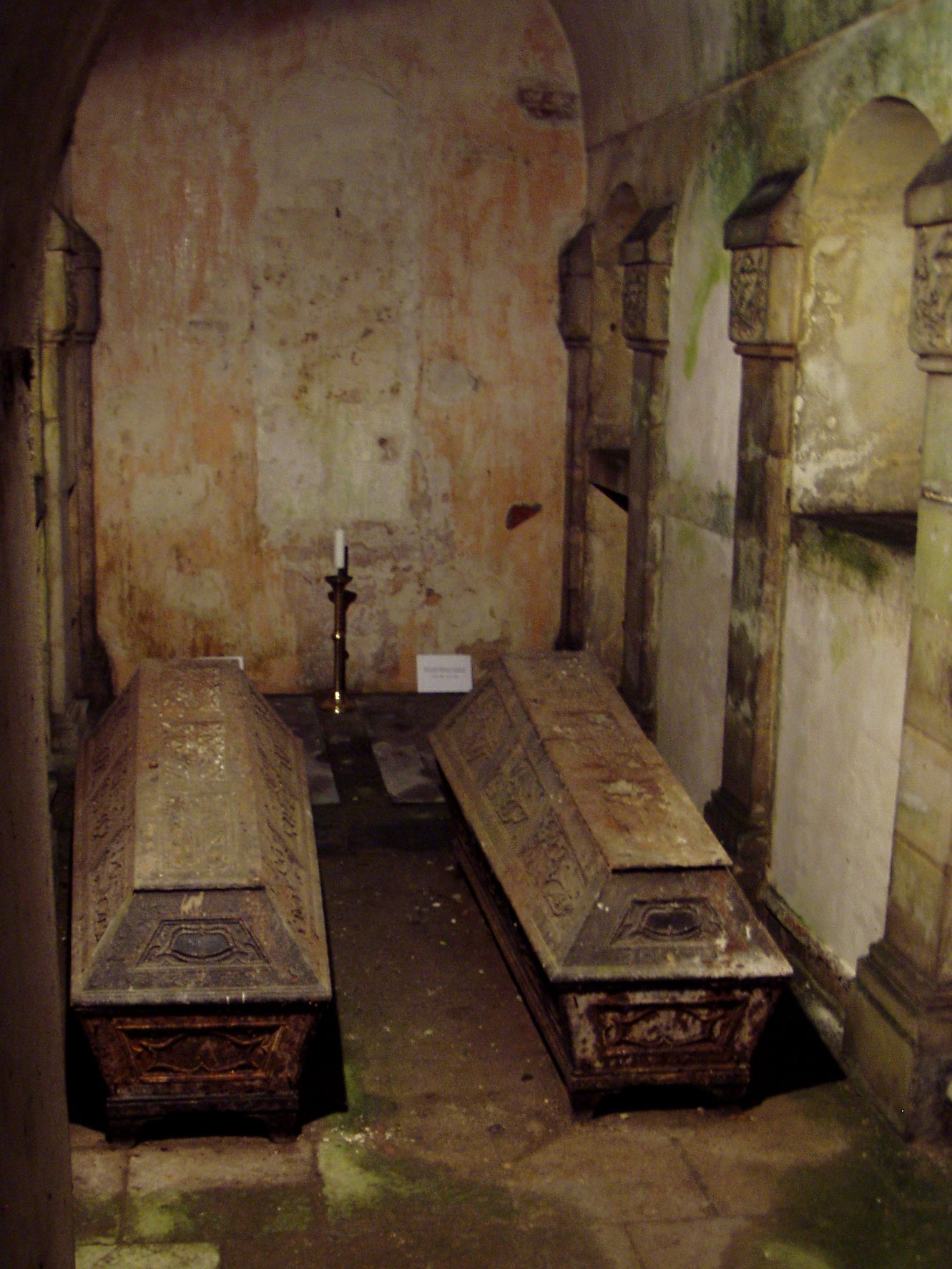
Boční místnost rohanské hrobky v Loukově
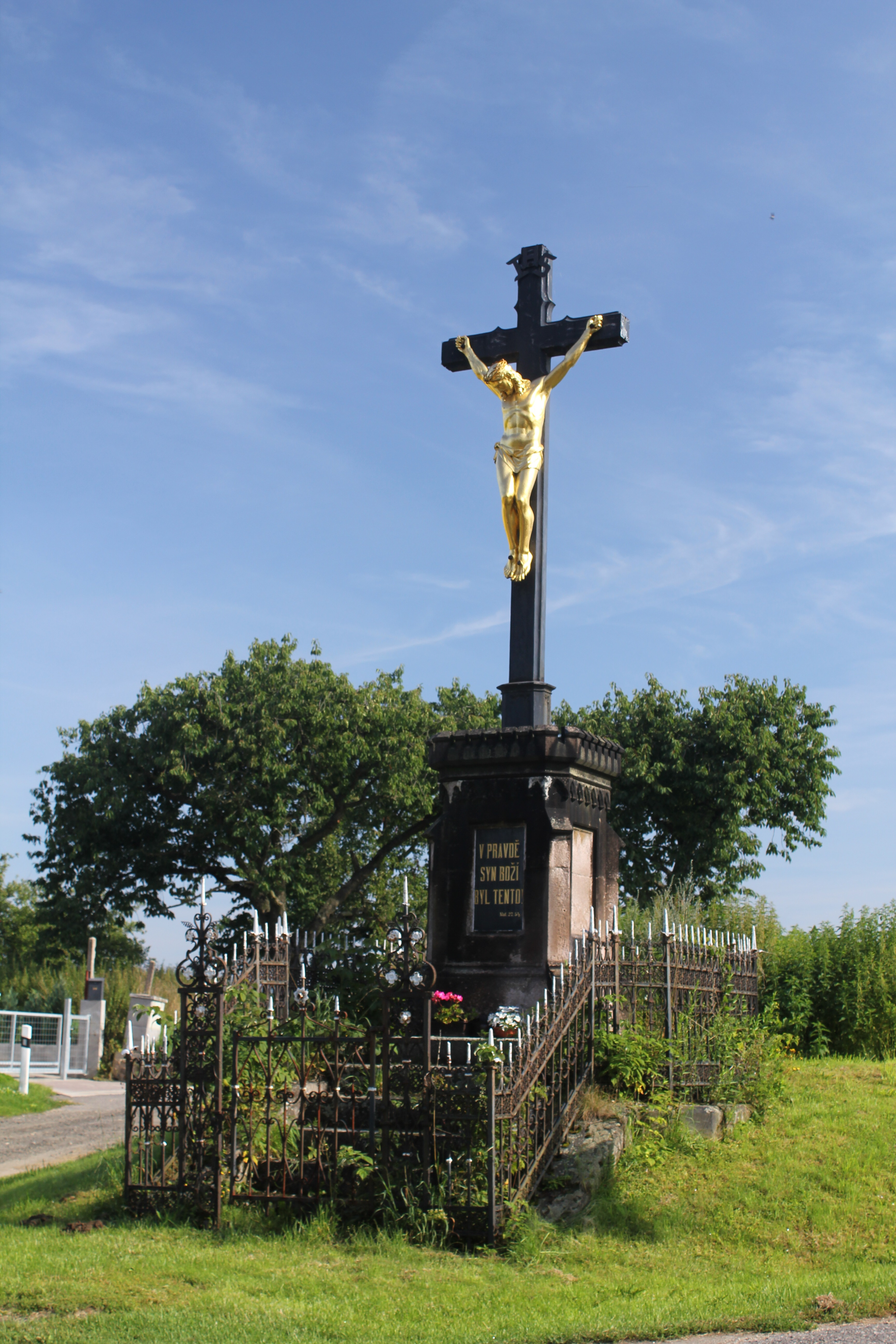
Kříž v Loukově
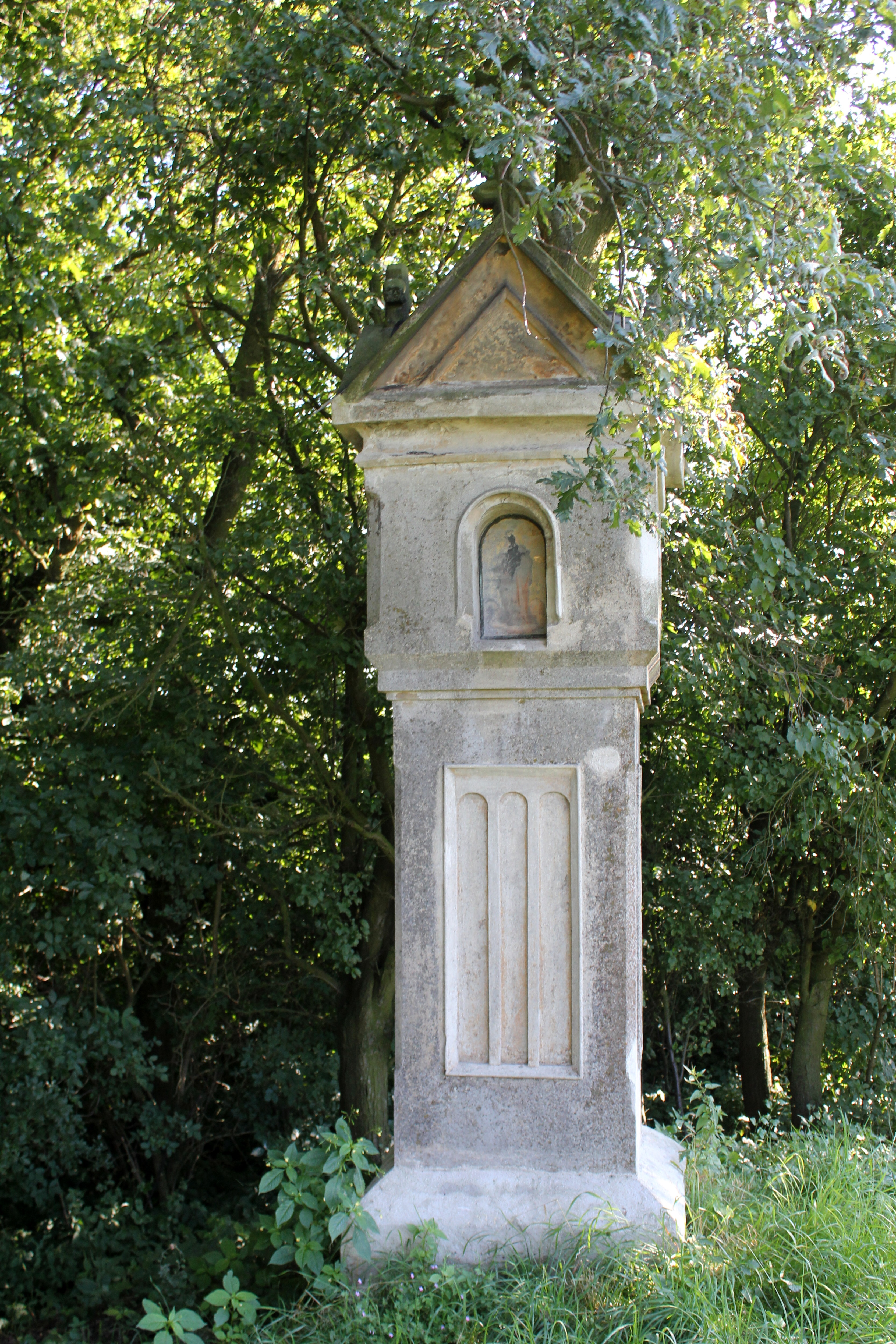
Kaplička mezi Svijany a Loukovem
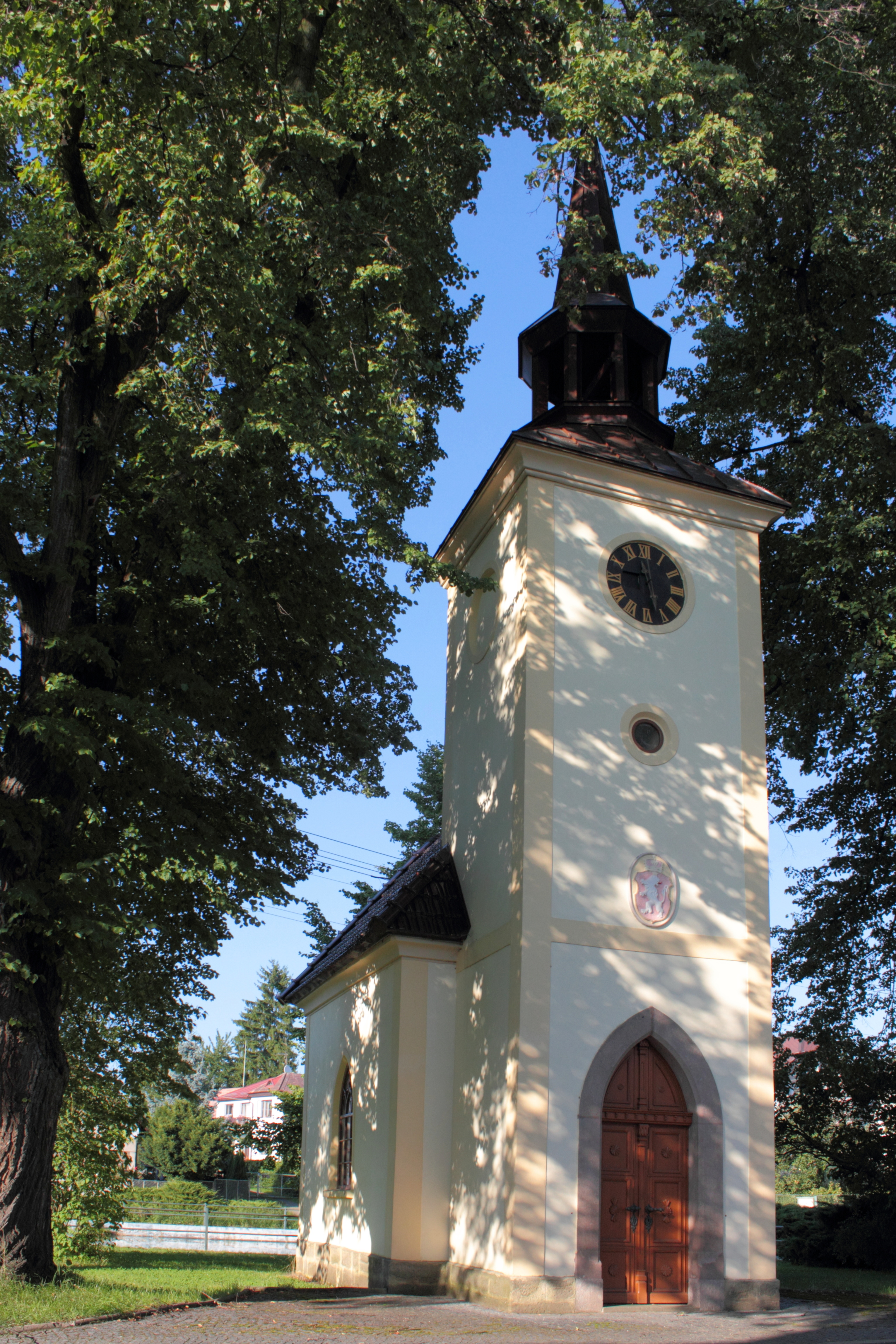
Kaple Povýšení sv. Kříže v Pěnčíně
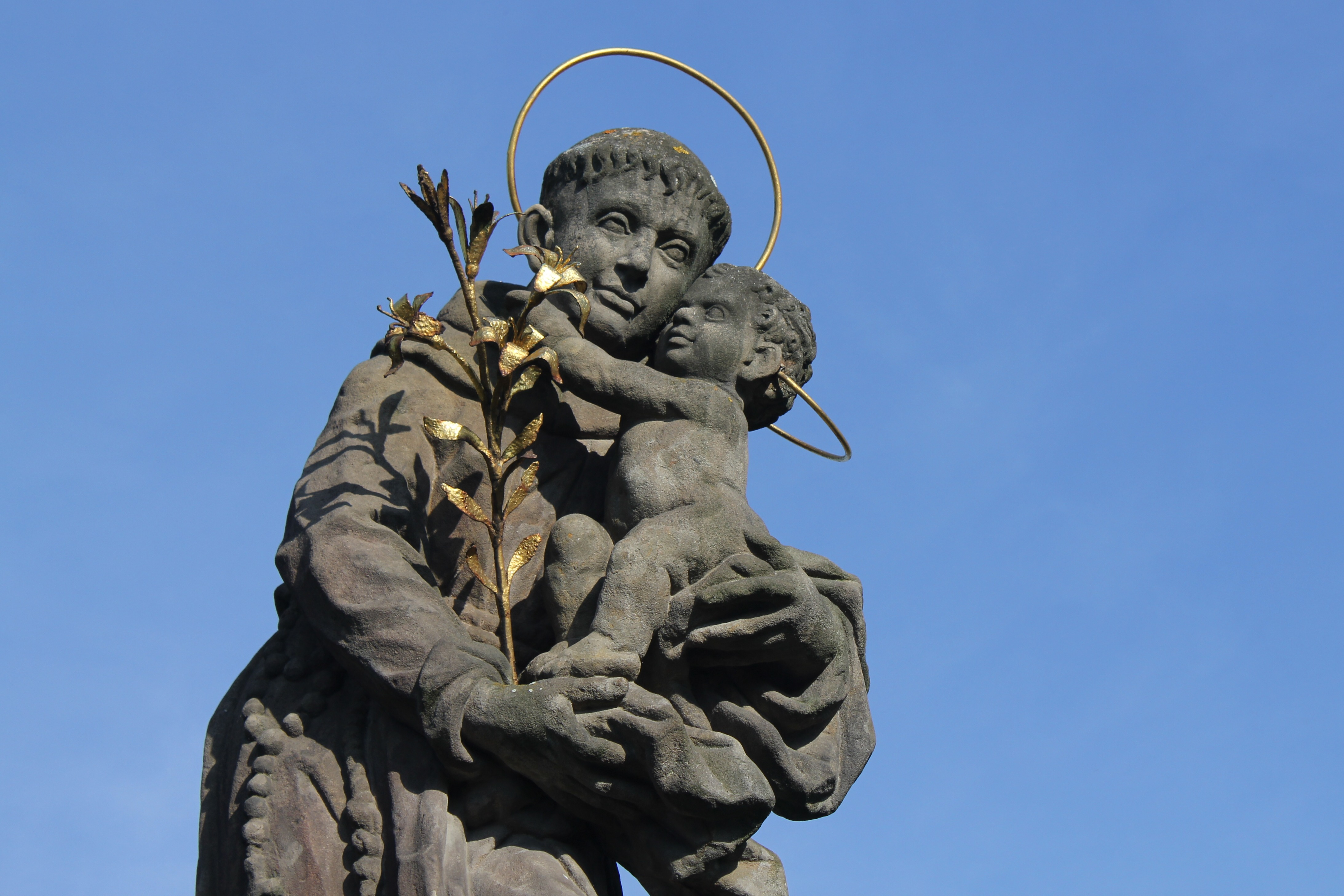
Detail sochy sv. Antonína ve Svijanech
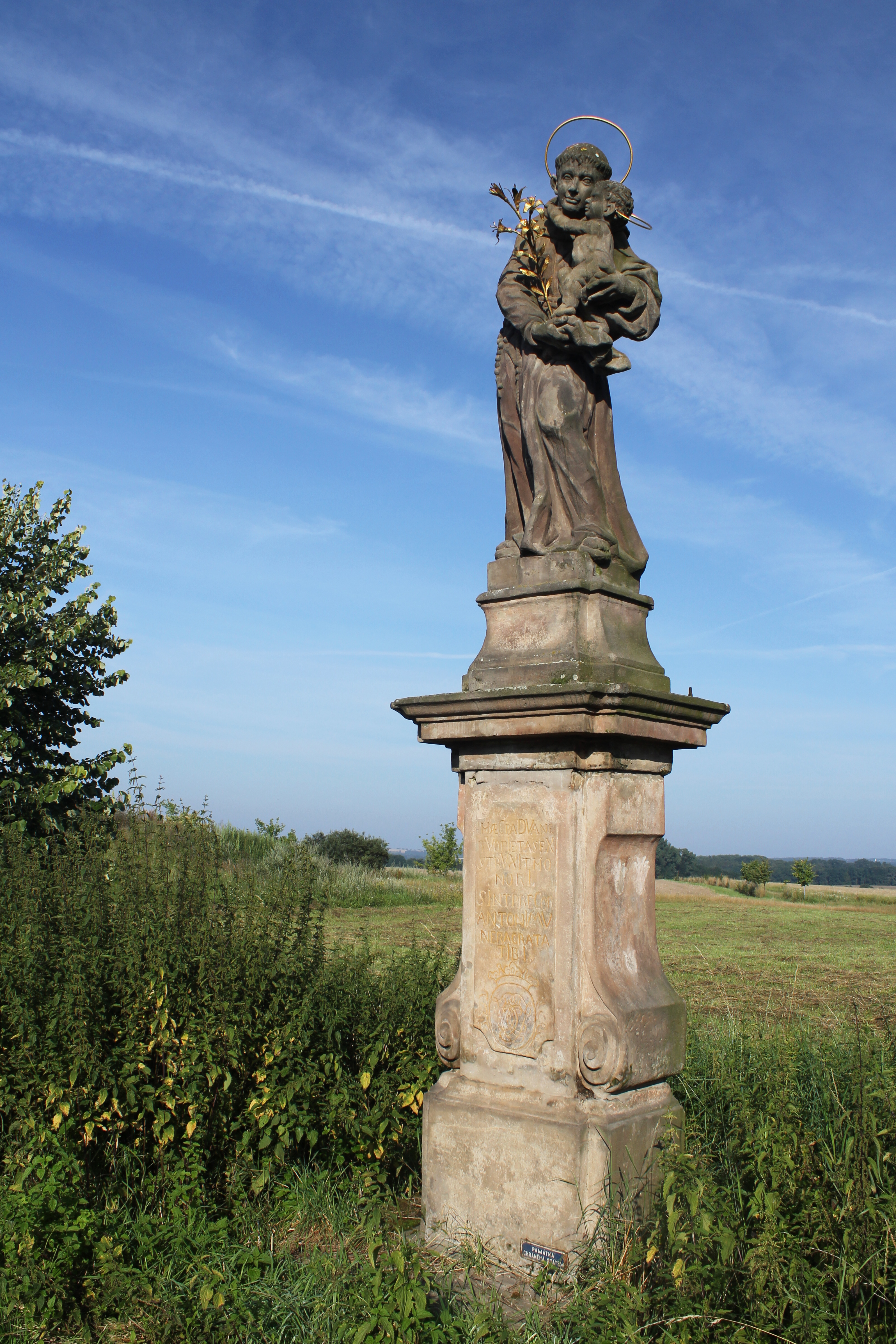
Socha sv. Antonína ve Svijanech
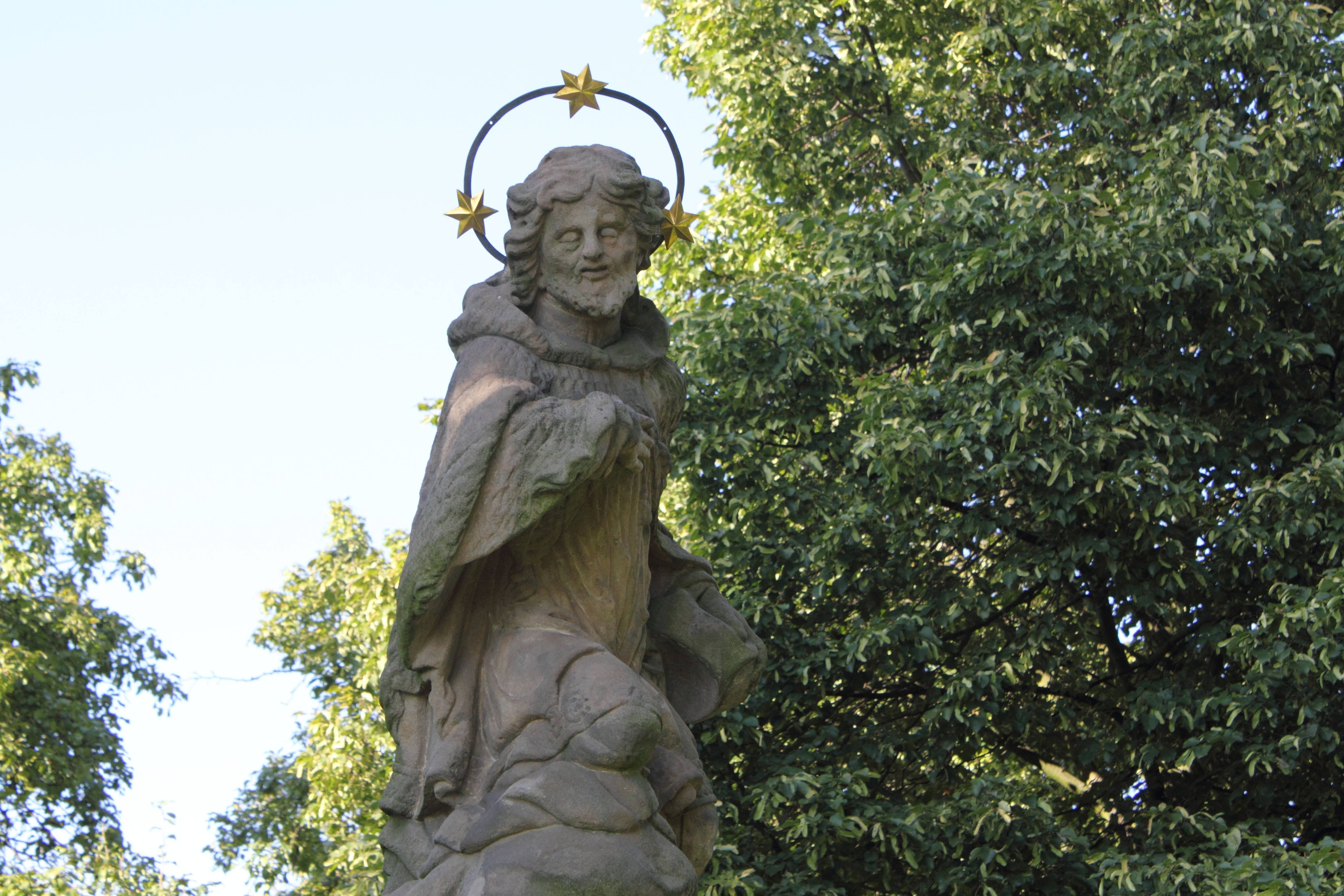
Detail sochy sv. Jana Nepomuckého ve Svijanech
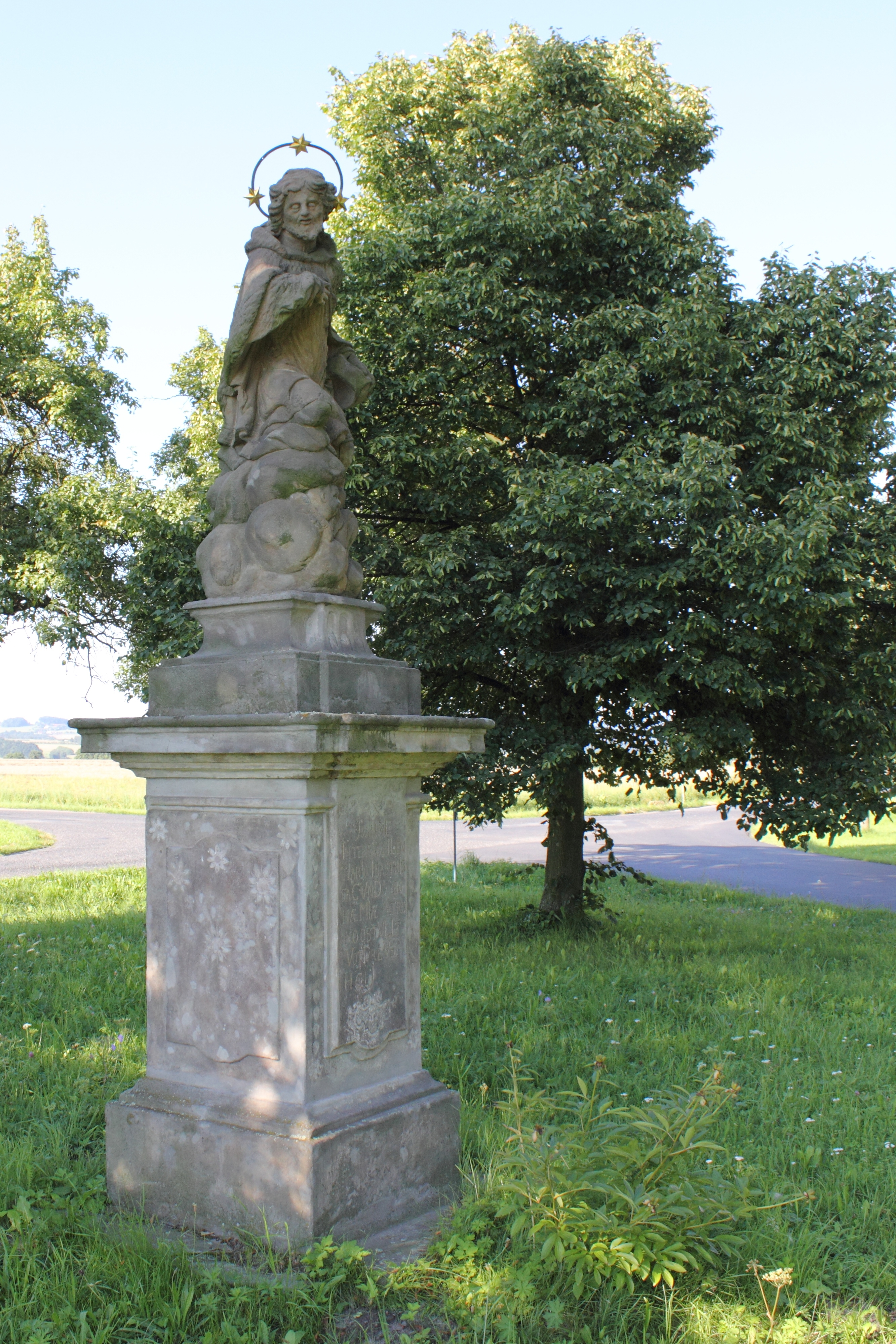
Socha sv. Jana Nepomuckého ve Svijanech
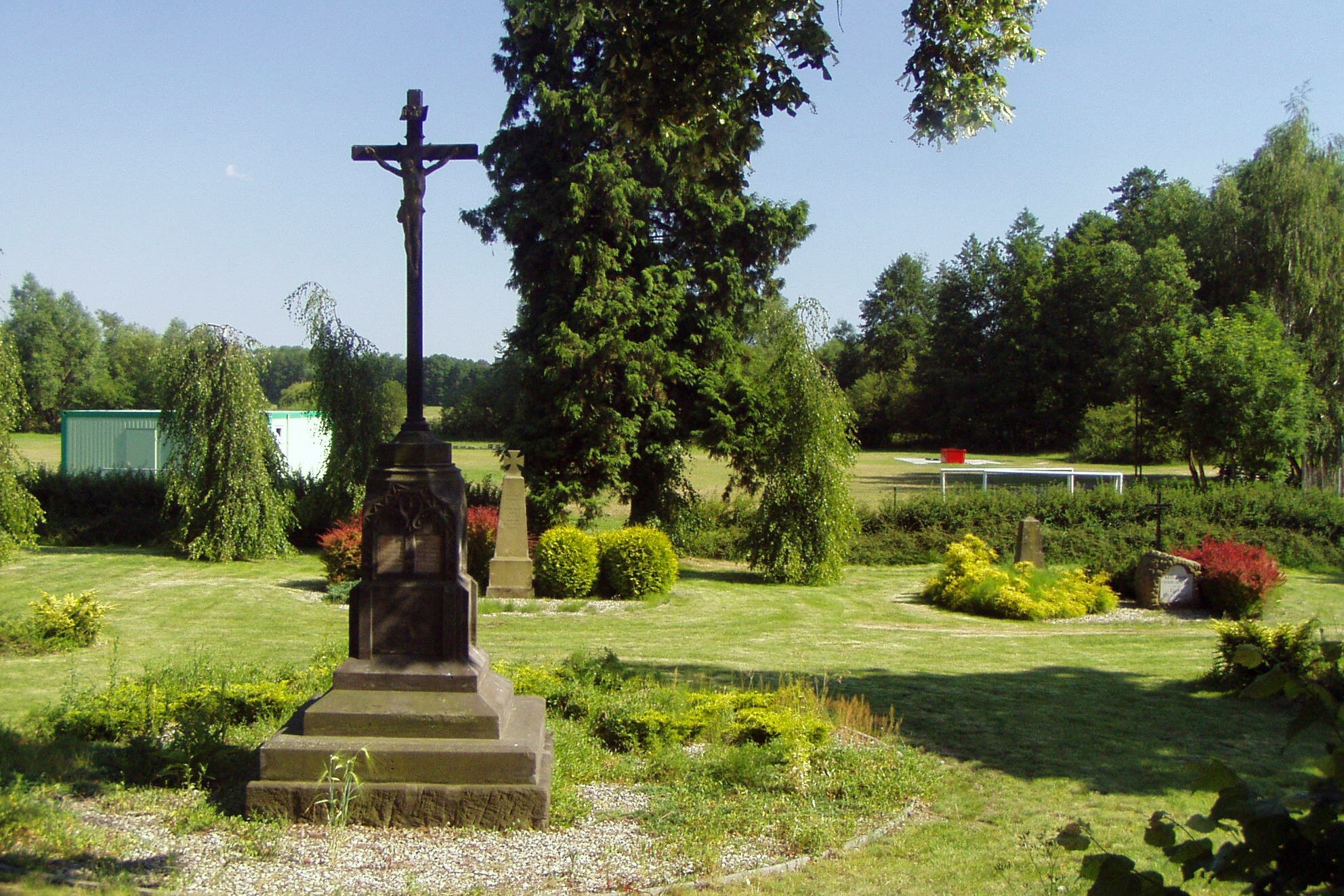
Vojenský hřbitov ve Svijanech